# カタルシスト
「カタルシスト」は、RADWIMPSの通算22枚目のシングル。2018年6月6日にEMI Recordsから発売された。

## 背景とリリース
前作「Mountain Top/Shape Of Miracle」から約3ヶ月でのリリースとなった。2021年8月現在、本作以降RADWIMPSはCDシングルをリリースしていない。
完全生産限定盤と通常盤の2形態での発売。完全生産限定盤は「汗ジャケ」仕様となるほか、バンドオリジナルバンダナが付属する。アートディレクターは小野勇介 (HAKUHODO)が担当した。
表題曲の「カタルシスト」は2018年フジテレビ系サッカーテーマ曲。RADWIMPSがサッカー関連のテーマ曲を担当するのは2011年の「君と羊と青」以来のことである。「カタルシスト」のトレーラー映像が2018年5月14日に、5月23日にはラジオ番組「SCHOOL OF LOCK!」にてフル音源が初オンエアされた。また、同曲のプロモーションとして、東急東横線にて「汗ジャケ」や同曲の歌詞が書かれた青色の広告で車内が彩られた「カタルシストレイン」が6月2日から6月16日までの約2週間運行される。

## ミュージック・ビデオ
カタルシスト
監督：柿本ケンサク
「近未来の都市」を舞台に女優の濱野りれや様々な若いアーティスト達も参加し、その才能やエネルギーが映像から溢れ出る作品となっている。
本作を携えたツアー「Road to Catharsis Tour 2018」の2018年6月12日福岡公演が終了した直後、突如会場内のスクリーンで解禁され、同日にYouTubeでも公開された。

## 収録曲
| 全作詞・作曲: 野田洋次郎、全編曲: RADWIMPS。 |                  |            |            |       |
| #                                            | タイトル         | 作詞       | 作曲・編曲 | 時間  |
| 1.                                           | 「カタルシスト」 | 野田洋次郎 | 野田洋次郎 | 04:08 |
| 2.                                           | 「HINOMARU」     | 野田洋次郎 | 野田洋次郎 | 05:54 |
| 合計時間:                                    | 合計時間:        | 10:03      |            |       |

## ツアー
本作を携えたツアー「Road to Catharsis Tour 2018」が、2018年6月1日の三重県営サンアリーナ公演より、6月22日・6月23日の神戸ワールド記念ホール公演まで6会場11公演の日程で開催された。ツアーは前年の「Human Bloom Tour 2017」より約1年ぶりの開催となった。なお、RADWIMPSが三重県で公演を行うのは初めてであった。
また、上記の「Road to Catharsis Tour 2018」を終えた直後には、バンド史上最大規模のアジアツアー「RADWIMPS Asia Live Tour 2018」を開催。7月11日の中国・上海公演より8月18日のタイ・バンコク公演までアジア8都市を回った。
「Road to Catharsis Tour 2018」より、6月19日・6月20日の横浜アリーナ公演の模様と、アジアツアーのドキュメンタリーを合わせた特別番組が9月にスペースシャワーTVにて放送されたほか、6月20日の横浜公演の模様を収録したライブ映像作品が2018年12月12日に、『カタルシスト』が収録されたアルバム『ANTI ANTI GENERATION』と同時発売された。

## タイアップ
カタルシスト
2018 フジテレビ系 サッカーテーマ曲